# 加州州立大學東灣分校
37°39′25″N 122°03′28″W / 37.65694°N 122.05778°W
加州州立大學東灣分校（California State University, East Bay，常用簡稱Cal State East Bay、CSU East Bay、CSUEB、東灣加州州立大學，又常被譯為東灣加利福尼亞州立大學），是一所位於美國加州東舊金山灣區的公立大學。東灣加州州立大學做為加利福尼亞州大學23所學校其中的一員，提供了在超過100項學術領域方面的課程，並擁有學士、碩士、博士教學體系及其學位授予權。美國新聞與世界報導評論東灣加州州立大學為有授與碩士學位的美國西部大學中，屬於優秀等級的學校。
創建於1957年的東灣加州州立大學目前有超過1萬3000名學生就讀於此。除了位於海沃德山丘上的最初和最大的校區外，東灣加州州大也有設施分佈在奧克蘭和康科德等城市裡。它是在加利福尼亞州大系統中位于硅谷區的校區。東灣加州州立大學的舊名為海沃德加州州立大學（California State University, Hayward，簡稱Cal State Hayward、CSU Hayward），2005年改為現名，並將教學主旨裡的主要服務範圍，擴大至整個東舊金山灣區，因其教學設施已擴散至海沃德主要校區外的地點。
加州州立大學東灣分校是一所全方面發展的綜合性大學，在計算機科學，統計學，生物及健康科學及商科領域中處於領先的地位，而當中的商學院是最高認證機構AACSB成員之一。因灣區發展快速、工作機會多，一直以來該校是學習及工作的最佳地點，近年亦成為最受世界各地學生歡迎的校區。

## 歷史
學校在其歷史上已經經歷了數次的校名更改。於1957年以阿拉米達郡州立學院（State College for Alameda County）的名稱創立，其主旨為提供阿拉米達和康特拉科斯塔郡的高等教育需求。在1963年，這個名字被改為在加州州立學院 - 海沃德。在1972年，學校被授予美國大學地位的認可，更名為美國加州州立大學-海沃德。2005年，學校實施了新的、更廣泛的使命，服務於東部舊金山灣區，並於2005年1月26日通過了加州州立大學董事會的建議，重新命名校園-東灣加州州立大學。

### 歷屆校長
- Fred F. Harcleroad (1959–1967)
- Ellis E. McCune (1967–1990)
- Norma S. Rees (1990–2006)
- Mohammad Qayoumi (2006–2011)
- Leroy M. Morishita, (2011–至今)

## 重要事件

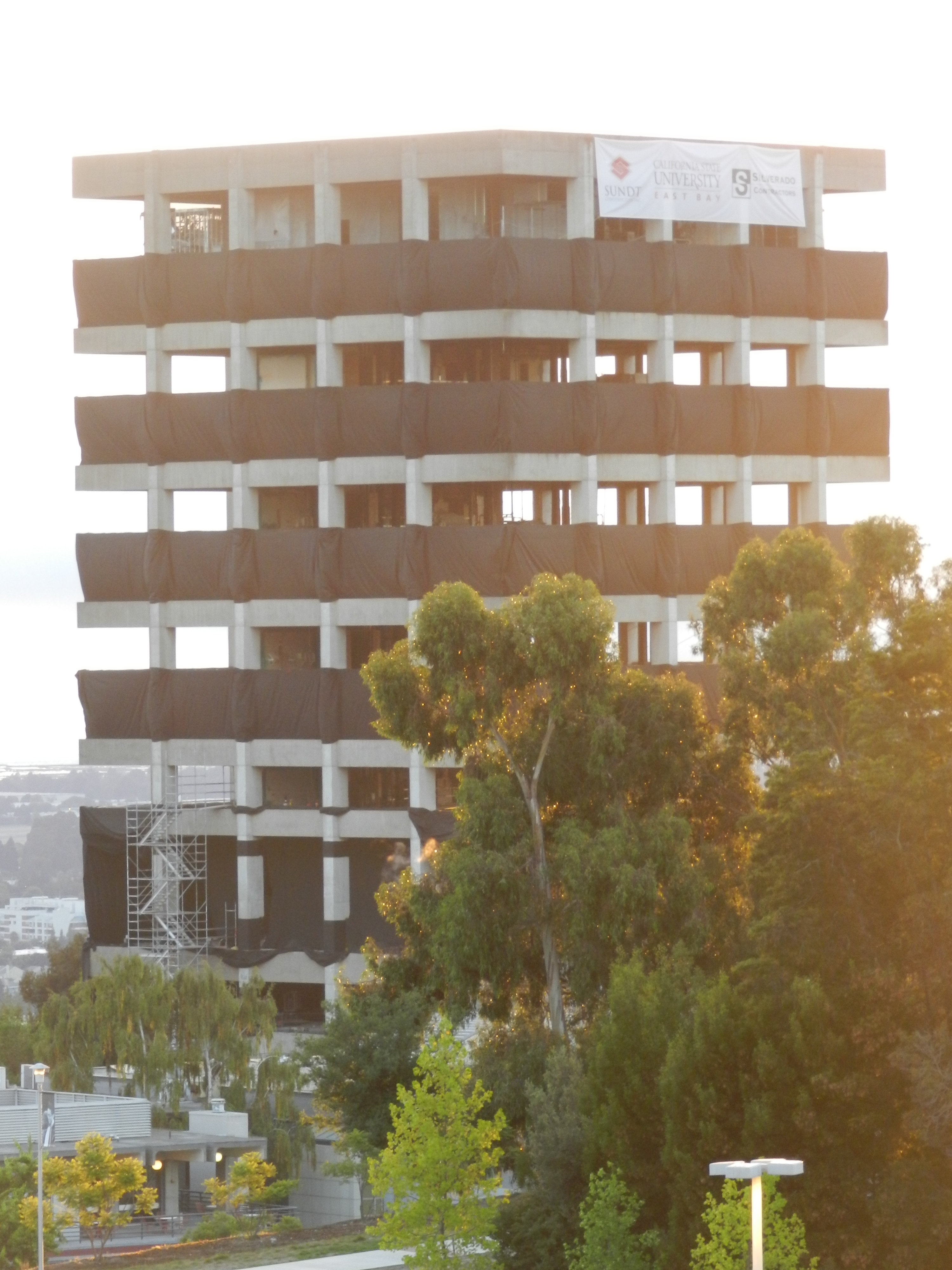
華倫樓

### 東灣州大華倫樓爆破拆毀
華倫樓是大學的標誌性建築，它是教學用樓也是辦公樓。建築從整個舊金山灣區城市是可見的，並曾擔任海沃德校區一個重要的里程碑。以Edwin Guy Warrern命名的華倫樓在1999年被加州州立大學地震檢測委員會判定是加州州立大學裏抗震能力最弱的教學樓。這棟建築物位於距離海沃德斷層（Hayward fault）609.6公尺處，加州政府判定地震發生時會帶來危險，因此請大學將大樓爆破拆除。因此，加州州立大學大學董事會決定花5千萬拆毀華倫樓並建造一座新樓來取代華倫樓。華倫樓於2013年8月17日通過拆爆，在2013年11月建設新的6.7萬英尺的新樓，2015年一座新的代替華倫樓的建築將在校園東邊建造。

## 校園
加州州立大學東灣分校的主校區位於加州海沃德市。校區在山丘之上可俯瞰風景優美的舊金山灣區東部的部分。同時加州東灣州立大學在康科德也有校區，並且在奧克蘭有職業發展中心。
大學也以其太陽能發展項目所見稱。太陽能電池板分別安裝在校區四個屋頂上以產生電量，它是在北加州中最大的光伏發電系統之一。自2004年大學已收到該項目的地區和國家層面的認可；
這些包括：
- 海沃德市議會2004年業務環境成就大獎。
- 2004年全國綠色電力營銷大會中綠色能源領導大獎。
- 西方理事會2005年卓越項目大獎。

2010年4月8日，加州公共事業委員會批准太平洋天然氣和電力公司（PG＆E）允許加州州立大學東灣分校成為北加州中第一個大學校園擁有燃料電池的項目。一旦安裝，由燃料電池產生的廢熱將被轉換成熱水在校園建築中使用。
2010年對美國加州州立大學系統的全州經濟影響報告顯示，東灣分校貢獻4.15億美元，投資收益每投一美元收益超過五美元。
2010年9月開始，停車場擴建項目將建成，將增設多1100停車位。是2450萬成本的項目。

## 學校環境
擁有342公頃的加州州立大學東灣分校坐落於東灣的山頂，擁有廣大及景緻優美的環境，可以俯瞰一整片海灣。校區位於舊金山灣的中心點，距離舊金山市中心約40分鐘車程，距離加州大學柏克萊分校約35分鐘車程，往南到聖荷西的矽谷則約為40分鐘車程。一月的平均氣溫是攝氏10度，而7月的平均氣溫為攝氏29度。平均每年擁有300天的晴天數。三藩市海灣東岸的海沃（Hayward）是一個生氣蓬勃的多元化社區。當地優美的林園建築，如肯尼迪公園（Kennedy Park）和紀念公園（Memorial Park）、有趣的藝術團體、及豐富的文化文體活動為學生提供著良好的學習、生活和娛樂的環境。學生可以在課堂以外參加90多個學生團體組織，課後許多多樣化的活動包括了電影、餐廳、藝文活動，讓學生學習生活更加多采。學校設備齊全，有餐廳、宿舍有室內運動中心、2個奧運標準游泳池、藝術表演廳、完整的運動跑道、大型演講教室、實驗室、大型圖書館、體育館、游泳池、棒球場、壘球場及網球場等。

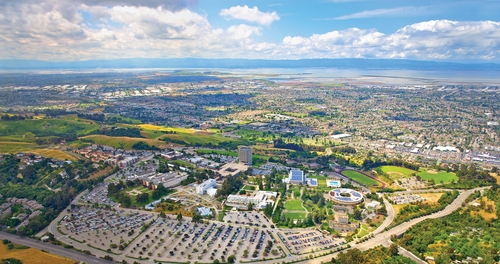
俯瞰一整片東灣

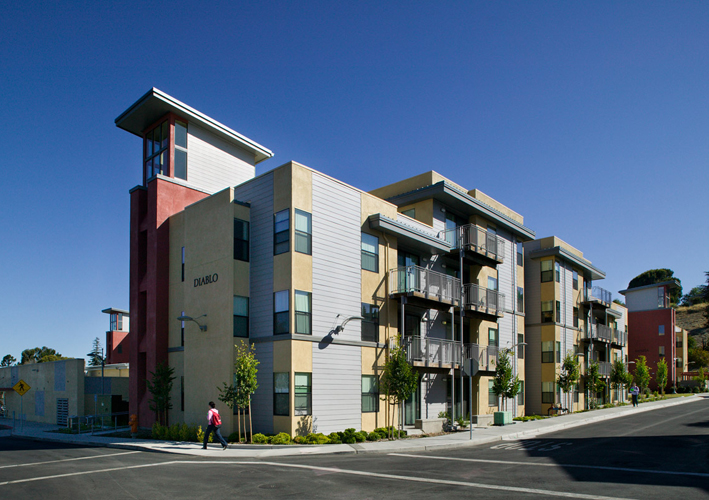
學生宿舍

## 院系組成
加州州立大學東灣分校目前由四個學院所組成，提供了在超過100項學術領域方面的課程
- 文科與社會科學學院(College of Letters, Arts, and Social Sciences)
- 商業與經濟學院(College of Business and Economics)
- 教育與聯合研究學院(College of Education and Allied Studies)
- 理工學院(College of Science)

## 學術
加州州立大學東灣分校提供50個本科學位，61個副修課程35碩士學位及教師持續教育課程。而且與舊金山州立大學、加州大學伯克利分校和聖何塞州立大學合作開辦教育領導博士課程 (Educational Leadership,Ed. D.)。東灣加州州立大學還參加了Internet2的項目，由超過200個美國大學，私營企業和政府領導合作開發高等先進的網絡技術，用於提升在21世紀中的研究和教育技術。
同時，最著名的是其商業與經濟學院，學院很大比例的教師受到加州教育部門的認證。其音樂學院也蓬勃發展，由戴維埃什爾曼指揮的爵士管樂團常年在奧克蘭的傑克倫敦廣場表演，並在歐洲和南美洲部分地區有年度表演。
加州州立大學東灣分校開發的生物技術項目，研究和發展的生命科學中心，及生物信息學技術奠定了大學在生命科學的地位，在舊金山灣區的所有大學中佔有一席之地。

## 學校排名
加州州立大學東灣分校已經獲得美國院校西部聯盟認證(Western Association of Schools and Colleges) 及美國高等教育委員會（CHEA）認可。同時，也已被中國教育部認可。
- 1995年9月“成功”雜誌將該大學的商業與經濟學院評為全美25個最好的企業家商學院之一。[9]
- 2003年，商業與經濟學院被商業周刊評為西部頂尖商學院之一。[9]
- 《U.S. News & World Report》評為美國"西部"提供最優秀碩士學位的公立大學之一。[11]
- 《The Princeton Review》評為2010學科排名中統計學(Statistics)排名第3名，人類學(Anthropology)第5名，地理(Geography)第2名，公共政策分析(Public Policy Analysis)第4名，2014最優秀公立大學之一。[12]
- 《U.S. News & World Report》評為2014全美西部最佳公立學校第90名。[13]
- 《 OnlineU 》評定為全美最佳“網上學院”之一，提供高質素網上遙距學習課程。[14]
- 《Diverse: Issues in Higher Education》評為2015美國校园文化多元性方面前100名。[15]
- 《U.S. News & World Report》評為2016美國最佳線上本科(Online Bachelor's programs)排名第153，社會工作(Social Work)排名第187，工程(Engineering)排名第131，商業(Business)排名第326。[16]

## 傑出校友
J. R. Havlan - 美國綜藝，音樂或喜劇節目作家，獲得八項艾美獎得主。

Byron Miranda - 美國電視記者，三屇艾美獎得主。

Timothy Peter White - 加州州立大學第七任校長,加州大學河濱分校第八任校長。

Ellen Marie Corbett - 美國舊金山灣區民主黨議員。

Scott Kriens  - Juniper網絡公司總裁兼首席執行官（Juniper Networks ， 美國《財富》100強中的第92位）。

Louis Navellier - Navellier & Associates的董事長及創始人。

Tom Coughlin  - Walmart前任副董事長。

Elihu Harris - 前奧克蘭市市長。

Landon Curt Noll - 美國計算機科學家,發現第25及26的梅森質數。

Glenn Henry - 美國計算機行業企業家，是Centaur Technology 創始人之一。

Vi Simpson -  美國印第安納州參議院前民主黨成員。

Bill Lockyer - 加州司法部部長 Attorney General。

Mark Mastrov - 24小時健身集團( 24 Hour Fitness ,全世界最大的私人擁有和經營的健身中心)的創立者和首席執行官。

Cecil Pickett- 先靈葆雅研究院的主席（ Schering-Plough 是先靈葆雅公司的研究與開發機構，該院吸收了全世界的3900名頂尖科學家，在新澤西、馬薩諸塞、加利福尼亞以及意大利設有實驗室。)

吳東英 - 香港理工大學中文及雙語學系副教授。

傅新平 - 武漢理工大學經濟學院运输与物流经济研究所所长。 

文樹勳 - 中國政協長沙市第十二屆委員會主席。

## 外部連結
- Official website（页面存档备份，存于）
- Official athletics website（页面存档备份，存于）